# Horvátország az Eurovíziós Dalfesztiválokon
Horvátország eddig harminc alkalommal vett részt az Eurovíziós Dalfesztiválon.
A horvát műsorsugárzó a Hrvatska radiotelevizija, amely 1993-ban lett tagja az Európai Műsorsugárzók Uniójának, és 1993-ban csatlakozott a versenyhez.
1961 és 1991 között Jugoszlávia tagállamaként vett részt. A tagállamok közül Horvátország volt a legsikeresebb: a 27 jugoszláv indulóból 13 horvát volt, és az ország egyetlen győzelmét is ők érték el 1989-ben.

## Története

### Évről évre
Horvátország 1993-ban debütált független országként. Málta és Svédország mellett az egyetlen ország, amely 1993 és 2003 között, amikor érvényben volt a kieséses szabály, egyszer sem kényszerült kihagyni a versenyt.
A 2004 óta megrendezett elődöntők során nyolcszor, 2007-ben, 2010-ben, 2011-ben, 2012-ben, 2013-ban, 2018-ban, 2019-ben és 2021-ben nem jutottak tovább, a többi alkalommal mindig ott voltak a döntőben. 2005-ben 11.-ek lettek, így a következő évben nem kellett részt venniük az elődöntőben. Abban az évben 12. helyen végeztek, csakúgy, mint 2004-ben. Emellett 2008-ban 21., 2009-ben pedig 18. helyen zárták a versenyt. 2014-ben huszonegy év folyamatos versenyzés után, pénzügyi problémák és az utóbbi évek rossz eredményei miatt nem vett részt a koppenhágai versenyen, azonban 2016-ban bejelentették, hogy visszatérnek. Ebben az évben be is jutottak a döntőbe, és a 23. helyen végeztek. 2017-ben is továbbjutottak, és akkor 13.-ok lettek. A következő két évben ismét nem sikerült kvalifikálni magukat a döntőbe.
2020-ban a Damir Kedžo képviselte volna az országot, azonban március 18-án az Európai Műsorsugárzók Uniója bejelentette, hogy 2020-ban nem tudják megrendezni a versenyt a COVID–19-koronavírus-világjárvány miatt. Az énekes végül visszautasította a horvát műsorsugárzó automatikus résztvevői helyére vonatkozó felajánlását a nemzeti döntő mezőnyében a következő évben. 2021-ben az országot képviselő énekesnőnek végül nem sikerült továbbjutnia a döntőbe, összesítésben tizenegyedik helyen végeztek, csupán 5 ponttal lemaradva a továbbjutást jelentő tizedik helytől. 2022-ben ismét tizenegyedikek lettek az elődöntőben. 2023-ban a Let 3 versenyez Horvátország színeiben Liverpoolban, akik megtörték az négy éve tartó sikertelenségi szériát és bejutottak a döntőbe. A döntőben megismételték legutóbbi döntős helyezésüket, tizenharmadikak lettek. 2024-ben Baby Lasagna megszerezte Horvátország legjobb eredményét. Dala, a Rim Tim Tagi Dim a döntőben a nézői szavazás során megszerzett első helyezése után összesítésben a második lett a Svájcot képviselő Nemo mögött. A következő évben nem tudták megismételni a jó helyezésüket, kiestek az elődöntőben.
Sikereiket főleg a kilencvenes évek végén érték el, ekkor kétszer is a negyedik helyen tudtak végezni. Független államként ez a legjobb eredményük, de Jugoszlávia egyetlen győzelmét horvátok szerezték, így az 1990-es Eurovíziós Dalfesztiválnak Zágráb adott otthont.

### Nyelvhasználat
Horvátország 1993-as debütálásakor még érvényben volt a nyelvhasználatot korlátozó szabály. Ennek értelmében indulóiknak az ország hivatalos nyelvén, vagyis horvát nyelven kellett énekelniük. Ezt a szabályt 1999-ben törölték el, de ők néhány kivételtől eltekintve ezután is saját nyelvű dalokkal neveztek.
Horvátország eddigi harminc versenydalából tizenöt horvát nyelvű, nyolc angol nyelvű, hét kevert nyelvű: hat horvát és angol, egy pedig angol és olasz kevert nyelvű volt.

### Nemzeti döntő
Horvátország nemzeti döntője a Dora nevet viseli, és az ország debütálása óta 2011-ig minden évben megrendezték egy jellegzetes helyszínen, az abbáziai Kvarner hotel kristálytermében. 2019-től újragondolva ismét megrendezték a válogatóműsort. 
A döntőt általában húsz előadó részvételével rendezik. 2001-ig regionális zsűrik alakították ki a végeredményt, azóta a nézők is részt vesznek a döntésben, telefonos szavazás segítségével. 2003-ban először rendeztek elődöntőket is, illetve a döntő mezőnyét tizenkettőre csökkentették, melyet később tizenhatra emeltek.

## Résztvevők

### Jugoszláviarészeként
Az alábbi táblázat tartalmazza azokat a horvát dalokat, melyek Jugoszlávia színeiben vettek részt az Eurovíziós Dalfesztiválokon.
| Év   | Előadó               | Dal                  | Magyar fordítás     | Döntő | Pontszám |
| ---- | -------------------- | -------------------- | ------------------- | ----- | -------- |
| 1963 | Vice Vukov           | Brodovi              | Hajók               | 11.   | 3        |
| 1965 | Vice Vukov           | Čežnja               | Vágyódás            | 12.   | 2        |
| 1968 | Dubrovački trubaduri | Jedan dan            | Egy nap             | 7.    | 8        |
| 1969 | Ivan & 3M            | Pozdrav svijetu      | Üdvözlet a világnak | 13.   | 5        |
| 1971 | Kićo Slabinac        | Tvoj dječak je tužan | A barátod szomorú   | 14.   | 68       |
| 1972 | Tereza Kesovija      | Muzika i ti          | A zene és te        | 9.    | 87       |
| 1986 | Doris Dragović       | Željo moja           | A vágyam            | 11.   | 49       |
| 1987 | Novi fosili          | Ja sam za ples       | Táncolni van kedvem | 4.    | 92       |
| 1988 | Silver Wings         | Mangup               | Gazember            | 6.    | 87       |
| 1989 | Riva                 | Rock Me              | Rázz fel            | 1.    | 137      |
| 1990 | Tajči                | Hajde da ludujemo    | Legyünk őrültek     | 7.    | 81       |

### Horvátországként
Az alábbi táblázat tartalmazza a független Horvátország indulóit.
| Év   | Előadó                        | Dal                     | Magyar fordítás                  | Döntő                   | Pontszám                | Elődöntő             | Pontszám             |
| ---- | ----------------------------- | ----------------------- | -------------------------------- | ----------------------- | ----------------------- | -------------------- | -------------------- |
| 1993 | Put                           | Don't Ever Cry          | Soha ne sírj                     | 15.                     | 31                      | Nem volt elődöntő    | Nem volt elődöntő    |
| 1994 | Tony Cetinski                 | Nek' ti bude ljubav sva | Tiéd lehet minden szerelem       | 16.                     | 27                      | Nem volt elődöntő    | Nem volt elődöntő    |
| 1995 | Magazin és Lidija             | Nostalgija              | Nosztalgia                       | 6.                      | 91                      | Nem volt elődöntő    | Nem volt elődöntő    |
| 1996 | Maja Blagdan                  | Sveta ljubav            | Szent szerelem                   | 4.                      | 98                      | Nem volt elődöntő    | Nem volt elődöntő    |
| 1997 | E.N.I.                        | Probudi me              | Ébressz fel                      | 17.                     | 24                      | Nem volt elődöntő    | Nem volt elődöntő    |
| 1998 | Danijela                      | Neka mi ne svane        | A hajnal talán sosem jön el      | 5.                      | 131                     | Nem volt elődöntő    | Nem volt elődöntő    |
| 1999 | Doris                         | Marija Magdalena        | Mária Magdolna                   | 4.                      | 118                     | Nem volt elődöntő    | Nem volt elődöntő    |
| 2000 | Goran Karan                   | Kad zaspu anđeli        | Amikor elalszanak az angyalok    | 9.                      | 70                      | Nem volt elődöntő    | Nem volt elődöntő    |
| 2001 | Vanna                         | Strings of My Heart     | Szívem húrjai                    | 10.                     | 42                      | Nem volt elődöntő    | Nem volt elődöntő    |
| 2002 | Vesna Pisarović               | Everything I Want       | Minden, amit akarok              | 11.                     | 44                      | Nem volt elődöntő    | Nem volt elődöntő    |
| 2003 | Claudia Beni                  | Više nisam tvoja        | Többé nem vagyok a tiéd          | 15.                     | 29                      | Nem volt elődöntő    | Nem volt elődöntő    |
| 2004 | Ivan Mikulić                  | You Are the Only One    | Te vagy az egyetlen              | 12.                     | 50                      | 9.                   | 72                   |
| 2005 | Boris Novković & Lado Members | Vukovi umiru sami       | A farkasok magányosan halnak meg | 11.                     | 115                     | 4.                   | 169                  |
| 2006 | Severina                      | Moja štikla             | A magassarkúm                    | 12.                     | 56                      | Automatikusan döntős | Automatikusan döntős |
| 2007 | Dragonfly és Dado Topić       | Vjerujem u ljubav       | Hiszek a szerelemben             | Nem jutott be a döntőbe | Nem jutott be a döntőbe | 16.                  | 54                   |
| 2008 | Kraljevi Ulice és 75 cents    | Romanca                 | Romantika                        | 21.                     | 44                      | 4.                   | 112                  |
| 2009 | Igor Cukrov és Andrea         | Lijepa Tena             | Szép Tena                        | 18.                     | 45                      | 13.                  | 33                   |
| 2010 | Feminnem                      | Lako je sve             | Minden könnyű                    | Nem jutott be a döntőbe | Nem jutott be a döntőbe | 13.                  | 33                   |
| 2011 | Daria Kinzer                  | Celebrate               | Ünnepelj!                        | Nem jutott be a döntőbe | Nem jutott be a döntőbe | 15.                  | 41                   |
| 2012 | Nina Badrić                   | Nebo                    | Mennyország                      | Nem jutott be a döntőbe | Nem jutott be a döntőbe | 12.                  | 42                   |
| 2013 | Klapa s Mora                  | Mižerja                 | Szenvedés                        | Nem jutott be a döntőbe | Nem jutott be a döntőbe | 13.                  | 38                   |
|      |                               |                         |                                  |                         |                         |                      |                      |
| 2016 | Nina Kraljić                  | Lighthouse              | Világítótorony                   | 23.                     | 73                      | 10.                  | 133                  |
| 2017 | Jacques Houdek                | My Friend               | Barátom                          | 13.                     | 128                     | 8.                   | 141                  |
| 2018 | Franka                        | Crazy                   | Őrült                            | Nem jutott be a döntőbe | Nem jutott be a döntőbe | 17.                  | 63                   |
| 2019 | Roko                          | The Dream               | Az álom                          | Nem jutott be a döntőbe | Nem jutott be a döntőbe | 14.                  | 64                   |
| 2020 | Damir Kedžo                   | Divlji vjetre           | Vad szelek                       | Elmaradt a verseny      | Elmaradt a verseny      | Elmaradt a verseny   | Elmaradt a verseny   |
| 2021 | Albina                        | Tick-Tock               | Tik-tak                          | Nem jutott be a döntőbe | Nem jutott be a döntőbe | 11.                  | 110                  |
| 2022 | Mia Dimšić                    | Guilty Pleasure         | Bűnös élvezet                    | Nem jutott be a döntőbe | Nem jutott be a döntőbe | 11.                  | 75                   |
| 2023 | Let 3                         | Mama ŠČ!                | Anya, scs!                       | 13.                     | 123                     | 8.                   | 76                   |
| 2024 | Baby Lasagna                  | Rim Tim Tagi Dim        | –                                | 2.                      | 547                     | 1.                   | 177                  |
| 2025 | Marko Bošnjak                 | Poison Cake             | Méregtorta                       | Nem jutott be a döntőbe | Nem jutott be a döntőbe | 12.                  | 28                   |

## Szavazástörténet

### 1993–2024
| Hely | Ország          | Pont |
| ---- | --------------- | ---- |
| 1.   | Szerbia         | 90   |
| 2.   | Észak-Macedónia | 84   |
| 3.   | Szlovénia       | 82   |
| 4.   | Ukrajna         | 75   |
| 5.   | Albánia         | 65   |
| 6.   | Ciprus          | 60   |
| 7.   | Magyarország    | 59   |
| 8.   | Oroszország     | 56   |
| 9.   | Azerbajdzsán    | 55   |
| 10.  | Málta           | 50   |

| Hely | Ország              | Pont |
| ---- | ------------------- | ---- |
| 1.   | Szlovénia           | 110  |
| 2.   | Szerbia             | 96   |
| 3.   | Észak-Macedónia     | 95   |
| 4.   | Ausztria            | 80   |
| 5.   | Svájc               | 64   |
| 6.   | Németország         | 63   |
| 7.   | Bosznia-Hercegovina | 61   |
| 8.   | Ukrajna             | 61   |
| 9.   | Hollandia           | 44   |
| 10.  | Írország            | 42   |

Horvátország még sosem adott pontot az elődöntőben a következő országoknak: Monaco, Szlovákia
Horvátország még sosem kapott pontot az elődöntőben a következő országoktól: Andorra, Szlovákia
| Hely | Ország              | Pont |
| ---- | ------------------- | ---- |
| 1.   | Szerbia             | 157  |
| 2.   | Bosznia-Hercegovina | 144  |
| 3.   | Olaszország         | 129  |
| 4.   | Szlovénia           | 118  |
| 5.   | Ukrajna             | 92   |
| 6.   | Málta               | 85   |
| 7.   | Oroszország         | 82   |
| 8.   | Észak-Macedónia     | 74   |
| 9.   | Franciaország       | 72   |
| 10.  | Egyesült Királyság  | 66   |

| Hely | Ország              | Pont |
| ---- | ------------------- | ---- |
| 1.   | Szlovénia           | 155  |
| 2.   | Bosznia-Hercegovina | 115  |
| 3.   | Málta               | 91   |
| 4.   | Észak-Macedónia     | 77   |
| 5.   | Ausztria            | 76   |
| 6.   | Németország         | 73   |
| 7.   | Svájc               | 72   |
| 8.   | Szerbia             | 59   |
| 9.   | Izland              | 55   |
| 10.  | Ciprus              | 50   |

Horvátország még sosem adott pontot a döntőben a következő országoknak: Monaco és Montenegró
Horvátország még sosem kapott pontot a döntőben a következő országtól: Andorra

## Háttér
| Év   | Rendező    | Kommentátor                                      | Rádiós kommentátor                               | Pontbejelentő                                    |
| ---- | ---------- | ------------------------------------------------ | ------------------------------------------------ | ------------------------------------------------ |
| 1993 | Millstreet | Aleksandar "Aco" Kostadinov                      | Nem volt                                         | Veljko Đuretić                                   |
| 1994 | Dublin     | Aleksandar "Aco" Kostadinov                      | Nem volt                                         | Helga Vlahović                                   |
| 1995 | Dublin     | Aleksandar "Aco" Kostadinov                      | Nem volt                                         | Daniela Trbović                                  |
| 1996 | Oslo       | Aleksandar "Aco" Kostadinov                      | Draginja Balaš                                   | Daniela Trbović                                  |
| 1997 | Dublin     | Aleksandar "Aco" Kostadinov                      | Draginja Balaš                                   | Davor Meštrović                                  |
| 1998 | Birmingham | Aleksandar "Aco" Kostadinov                      | Draginja Balaš                                   | Davor Meštrović                                  |
| 1999 | Jeruzsálem | Aleksandar "Aco" Kostadinov                      | Nem volt                                         | Marko Rašica                                     |
| 2000 | Stockholm  | Aleksandar "Aco" Kostadinov                      | Nem volt                                         | Marko Rašica                                     |
| 2001 | Koppenhága | Ante Batinović                                   | Draginja Balaš                                   | Daniela Trbović                                  |
| 2002 | Tallinn    | Ante Batinović                                   | Draginja Balaš                                   | Duško Čurlić                                     |
| 2003 | Riga       | Daniela Trbović                                  | Draginja Balaš                                   | Davor Meštrović                                  |
| 2004 | Isztambul  | Aleksandar "Aco" Kostadinov                      | Nem volt                                         | Barbara Kolar                                    |
| 2005 | Kijev      | Aleksandar "Aco" Kostadinov                      | Nem volt                                         | Barbara Kolar                                    |
| 2006 | Athén      | Duško Čurlić                                     | Nem volt                                         | Mila Horvat                                      |
| 2007 | Helsinki   | Duško Čurlić                                     | Nem volt                                         | Barbara Kolar                                    |
| 2008 | Belgrád    | Duško Čurlić                                     | Nem volt                                         | Barbara Kolar                                    |
| 2009 | Moszkva    | Duško Čurlić                                     | Nem volt                                         | Mila Horvat                                      |
| 2010 | Oslo       | Duško Čurlić                                     | Nem volt                                         | Mila Horvat                                      |
| 2011 | Düsseldorf | Duško Čurlić                                     | Nem volt                                         | Nevena Rendeli                                   |
| 2012 | Baku       | Duško Čurlić                                     | Nem volt                                         | Nevena Rendeli                                   |
| 2013 | Malmö      | Duško Čurlić                                     | Robert Urlić                                     | Uršula Tolj                                      |
| 2014 | Koppenhága | Aleksandar "Aco" Kostadinov                      | Aleksandar "Aco" Kostadinov                      | Nem vettek részt                                 |
| 2015 | Bécs       | Nem vettek részt és nem közvetítették a versenyt | Nem vettek részt és nem közvetítették a versenyt | Nem vettek részt és nem közvetítették a versenyt |
| 2016 | Stockholm  | Duško Čurlić                                     | Zlatko Turkalj Turki                             | Nevena Rendeli                                   |
| 2017 | Kijev      | Duško Čurlić                                     | Zlatko Turkalj Turki                             | Uršula Tolj                                      |
| 2018 | Lisszabon  | Duško Čurlić                                     | Duško Čurlić                                     | Uršula Tolj                                      |
| 2019 | Tel-Aviv   | Duško Čurlić                                     | Duško Čurlić                                     | Monika Lelas Halambek                            |
| 2021 | Rotterdam  | Duško Čurlić                                     | Zlatko Turkalj Turki és ToMa                     | Ivan Dorian Molnar                               |
| 2022 | Torino     | Duško Čurlić                                     | Zlatko Turkalj Turki                             | Ivan Dorian Molnar                               |
| 2023 | Liverpool  | Duško Čurlić                                     | Nem volt                                         | Maja Ciglenečki                                  |
| 2024 | Malmö      | Duško Čurlić                                     | Zlatko Turkalj Turki                             | Ivan Dorian Molnar                               |
| 2025 | Bázel      | Duško Čurlić                                     |                                                  | Doris Pinčić                                     |

## Díjak

### Marcel Bezençon-díj
| Kategória | Év   | Előadó       | Dal              | Zeneszerző(k) Szöveg / zene | Eredmény az Eurovízión | Eredmény az Eurovízión | Helyszín |
| Kategória | Év   | Előadó       | Dal              | Zeneszerző(k) Szöveg / zene | Helyezés               | Pontszám               | Helyszín |
| --------- | ---- | ------------ | ---------------- | --------------------------- | ---------------------- | ---------------------- | -------- |
| Sajtódíj  | 2024 | Baby Lasagna | Rim Tim Tagi Dim | Marko Purišić               | 2.                     | 547                    | Malmö    |

### OGAE-szavazás
| Kategória              | Év   | Előadó       | Dal              | Eredmény az Eurovízión | Eredmény az Eurovízión | Helyszín |
| Kategória              | Év   | Előadó       | Dal              | Helyezés               | Pontszám               | Helyszín |
| ---------------------- | ---- | ------------ | ---------------- | ---------------------- | ---------------------- | -------- |
| OGAE Song Contest Poll | 2024 | Baby Lasagna | Rim Tim Tagi Dim | 2.                     | 547                    | Malmö    |

### Barbara Dex-díj
| Év   | Előadó       | Dal        | Eredmény az Eurovízión | Eredmény az Eurovízión | Helyszín  |
| Év   | Előadó       | Dal        | Helyezés               | Pontszám               | Helyszín  |
| ---- | ------------ | ---------- | ---------------------- | ---------------------- | --------- |
| 2016 | Nina Kraljić | Lighthouse | 23.                    | 73                     | Stockholm |

## Galéria

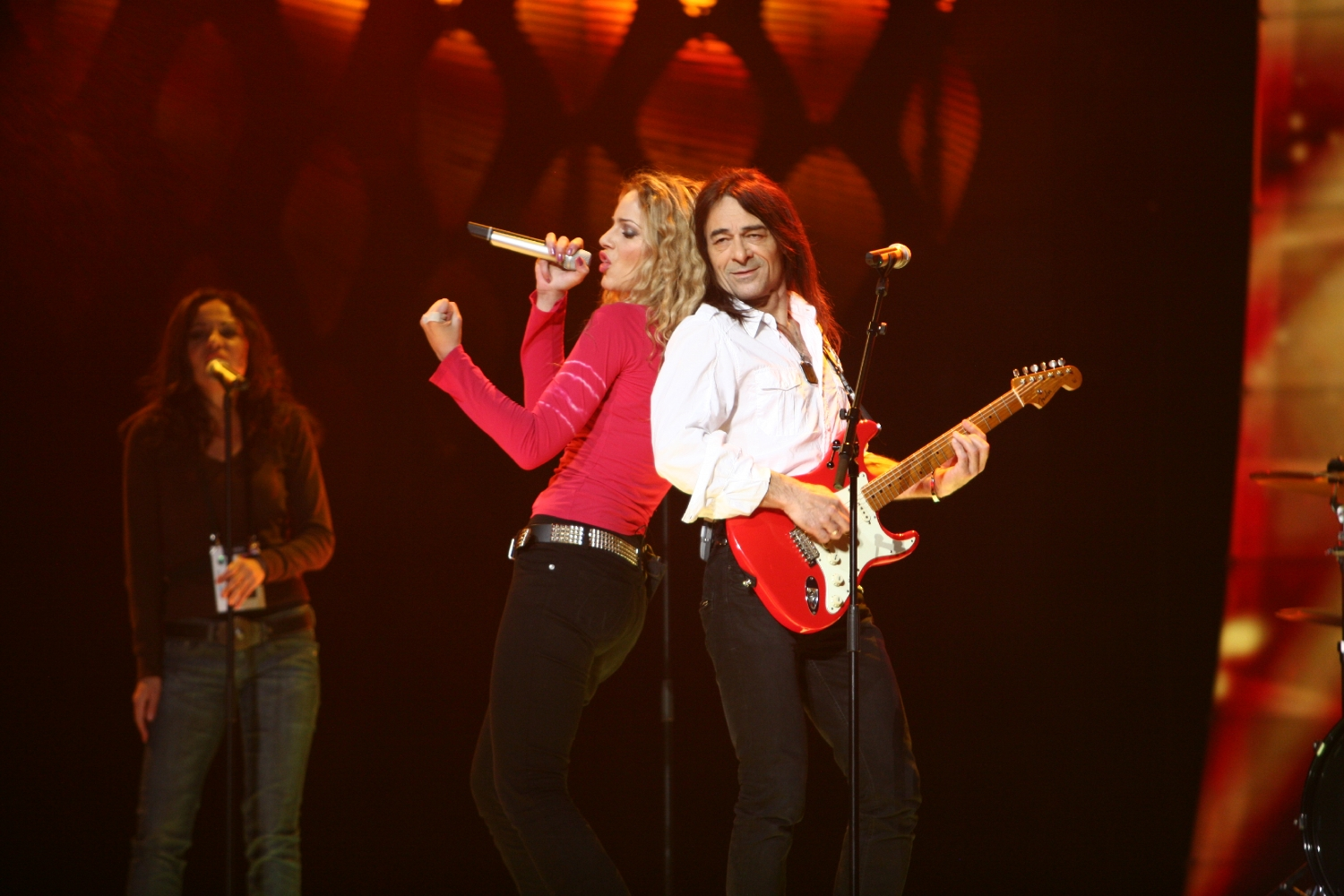
Dragonfly és Dado Topić Helsinkiben (2007)
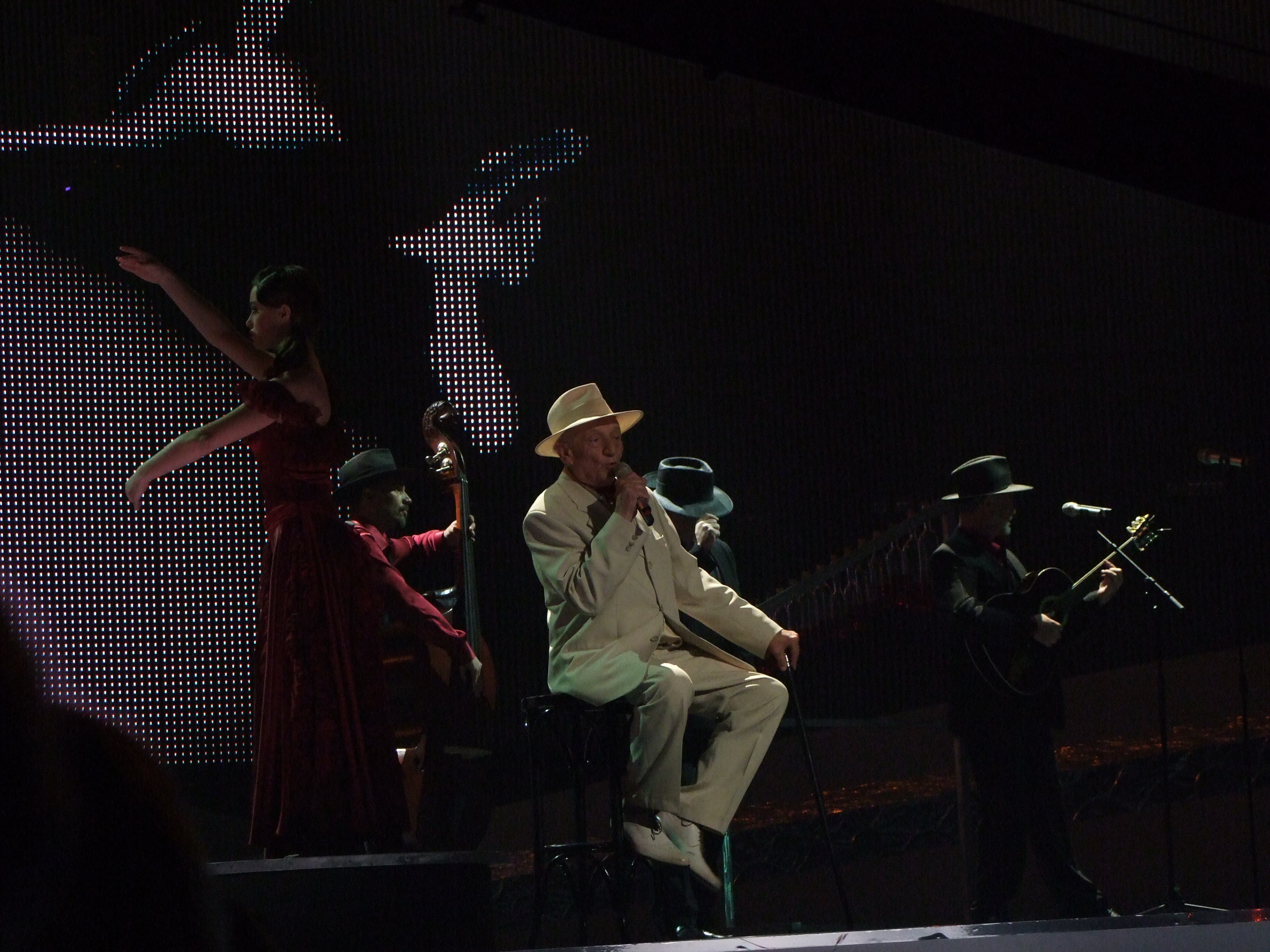
Kraljevi Ulice és 75 cents Belgrádban (2008)
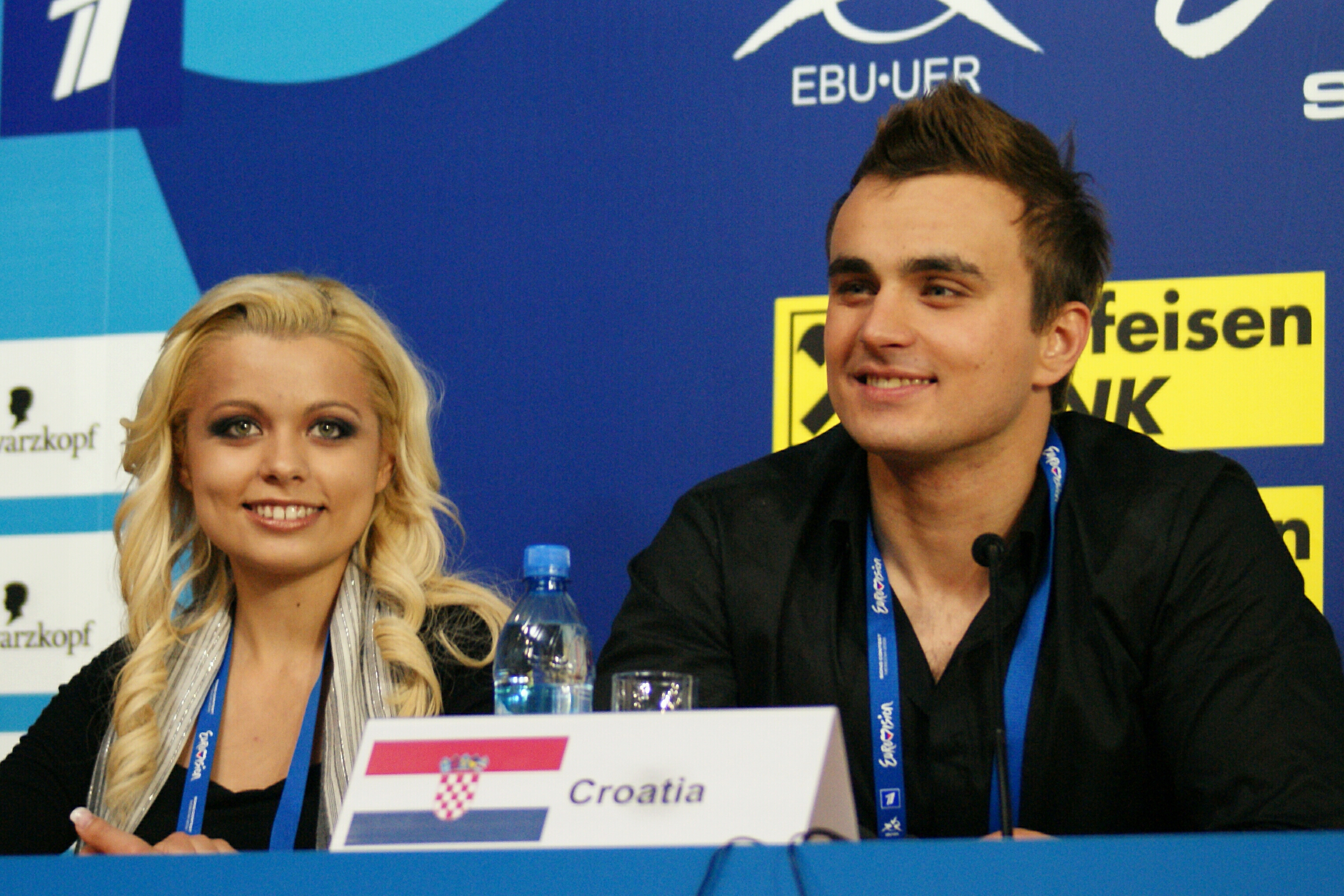
Igor Cukrov és Andrea Moszkvában (2009)
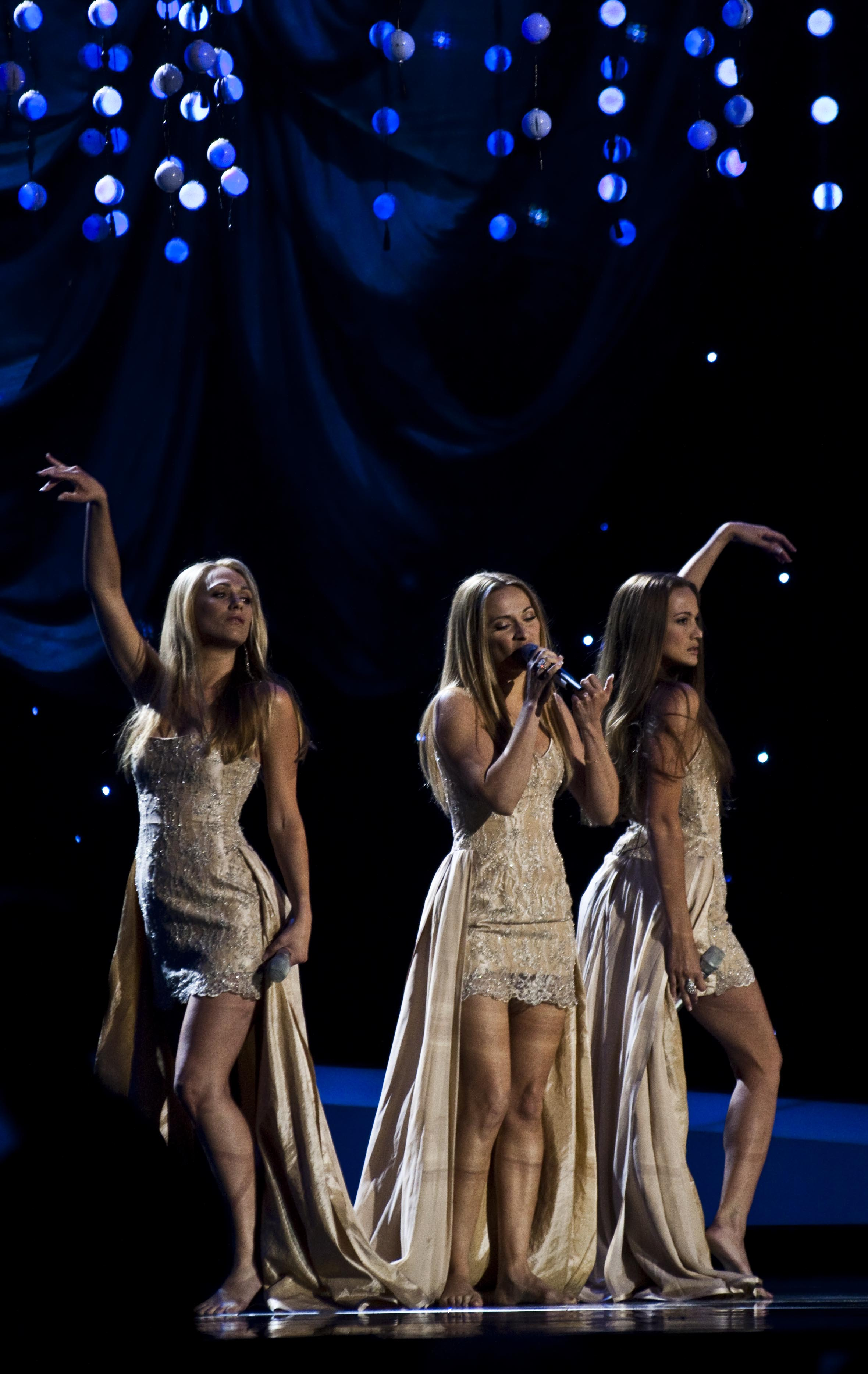
Feminnem Osloban (2010)
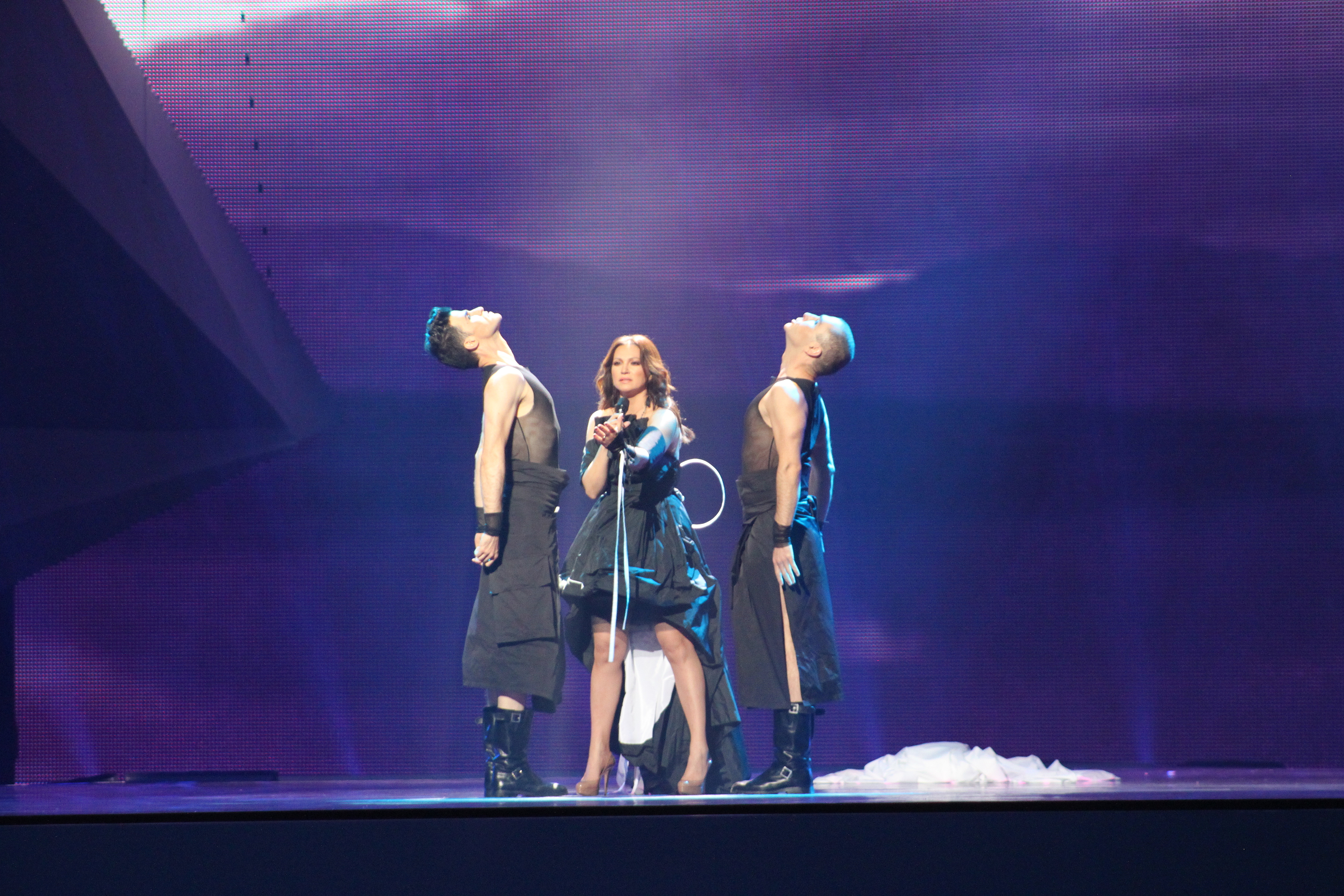
Nina Badrić Bakuban (2012)
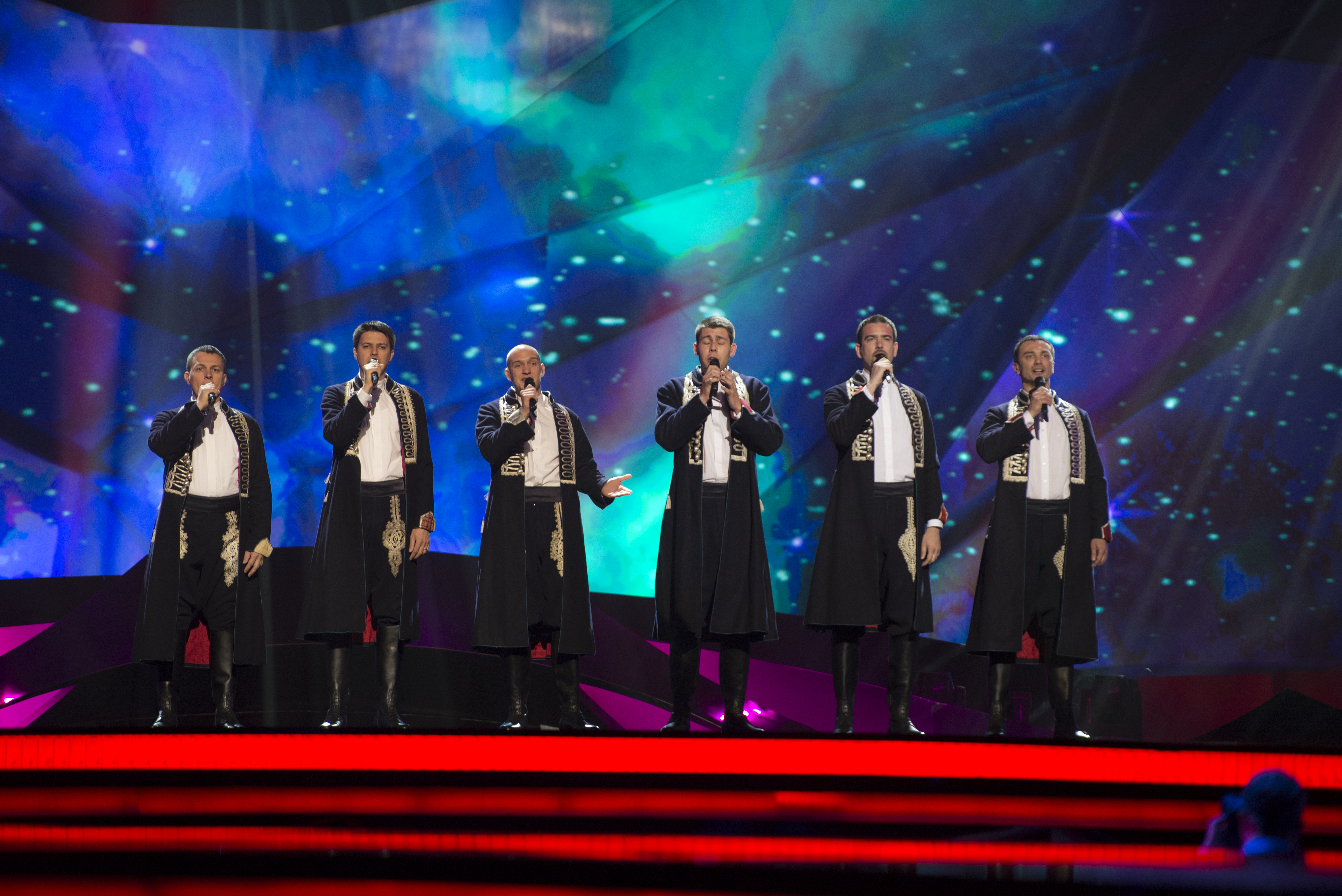
Klapa s Mora Malmöben (2013)
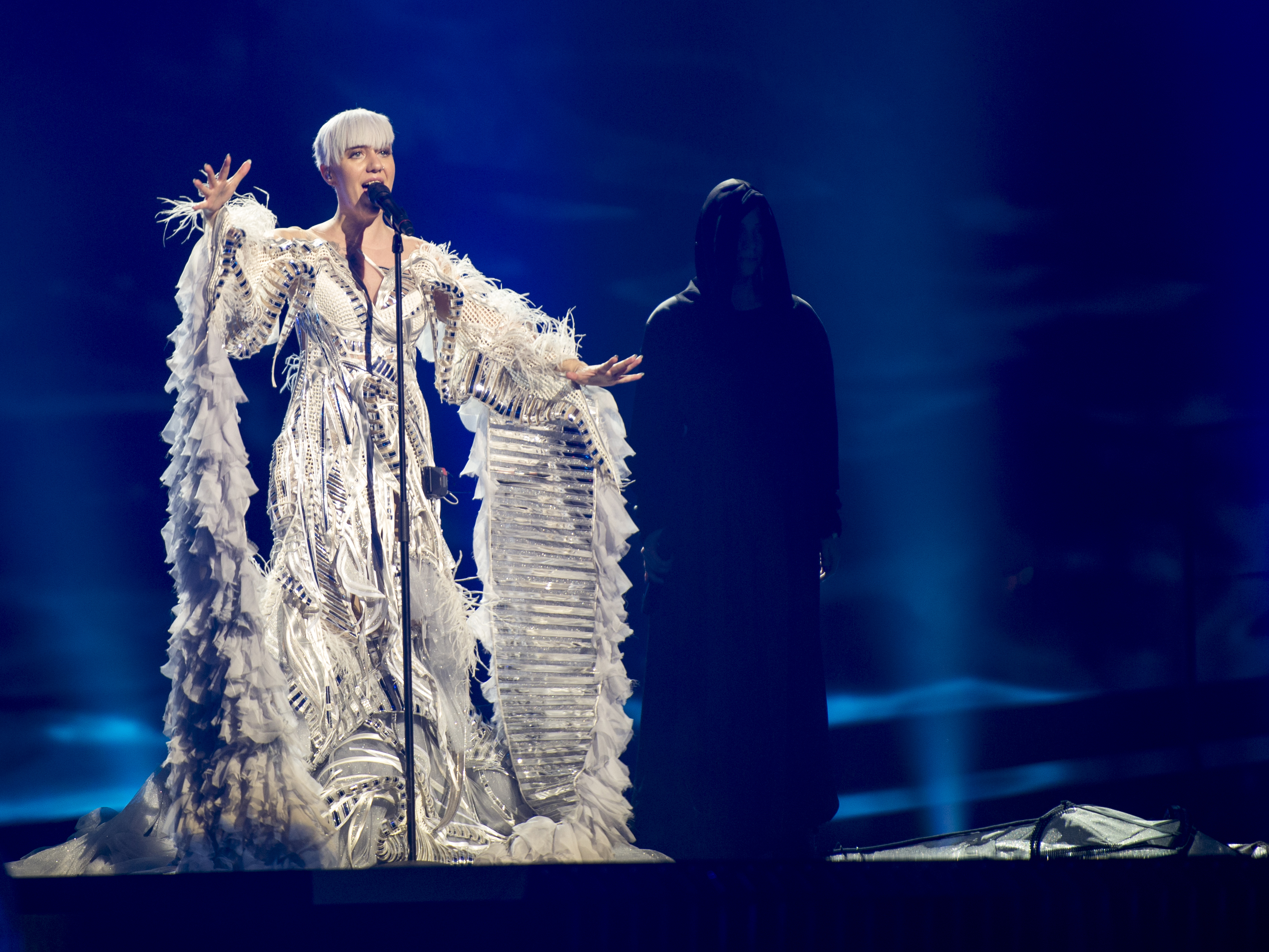
Nina Kraljić Stockholmban (2016)
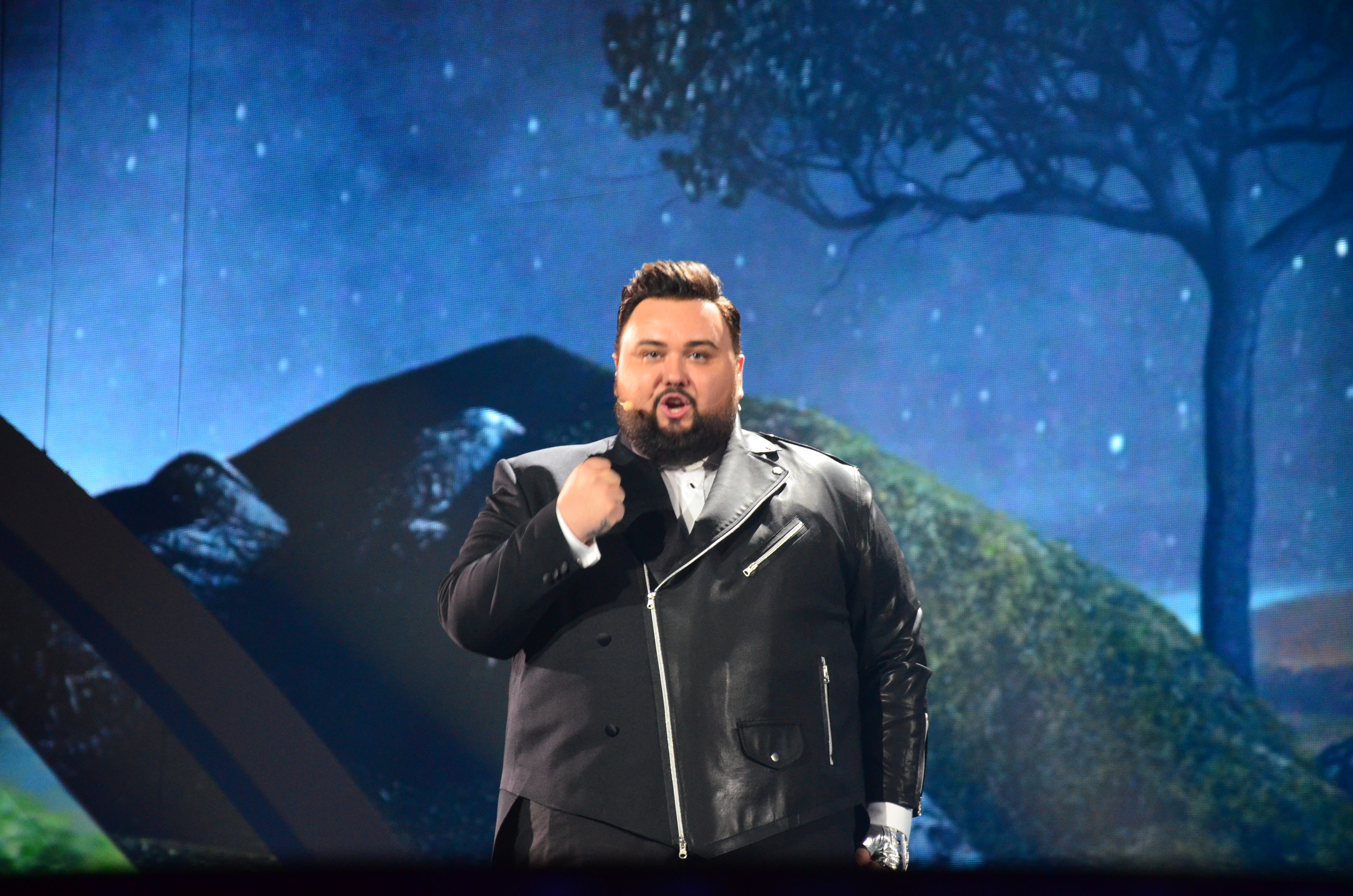
Jacques Houdek Kijevben (2017)
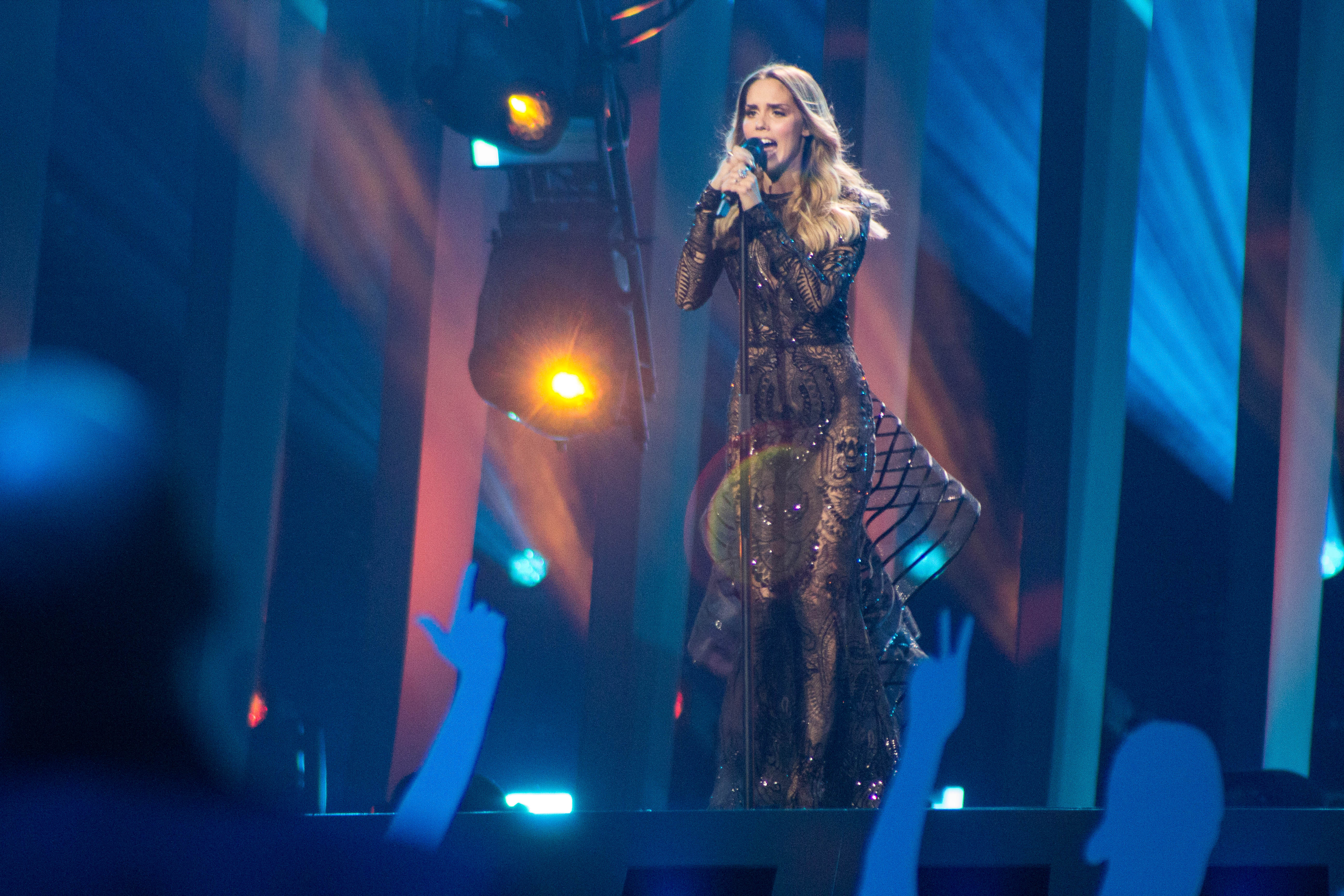
Franka Lisszabonban (2018)
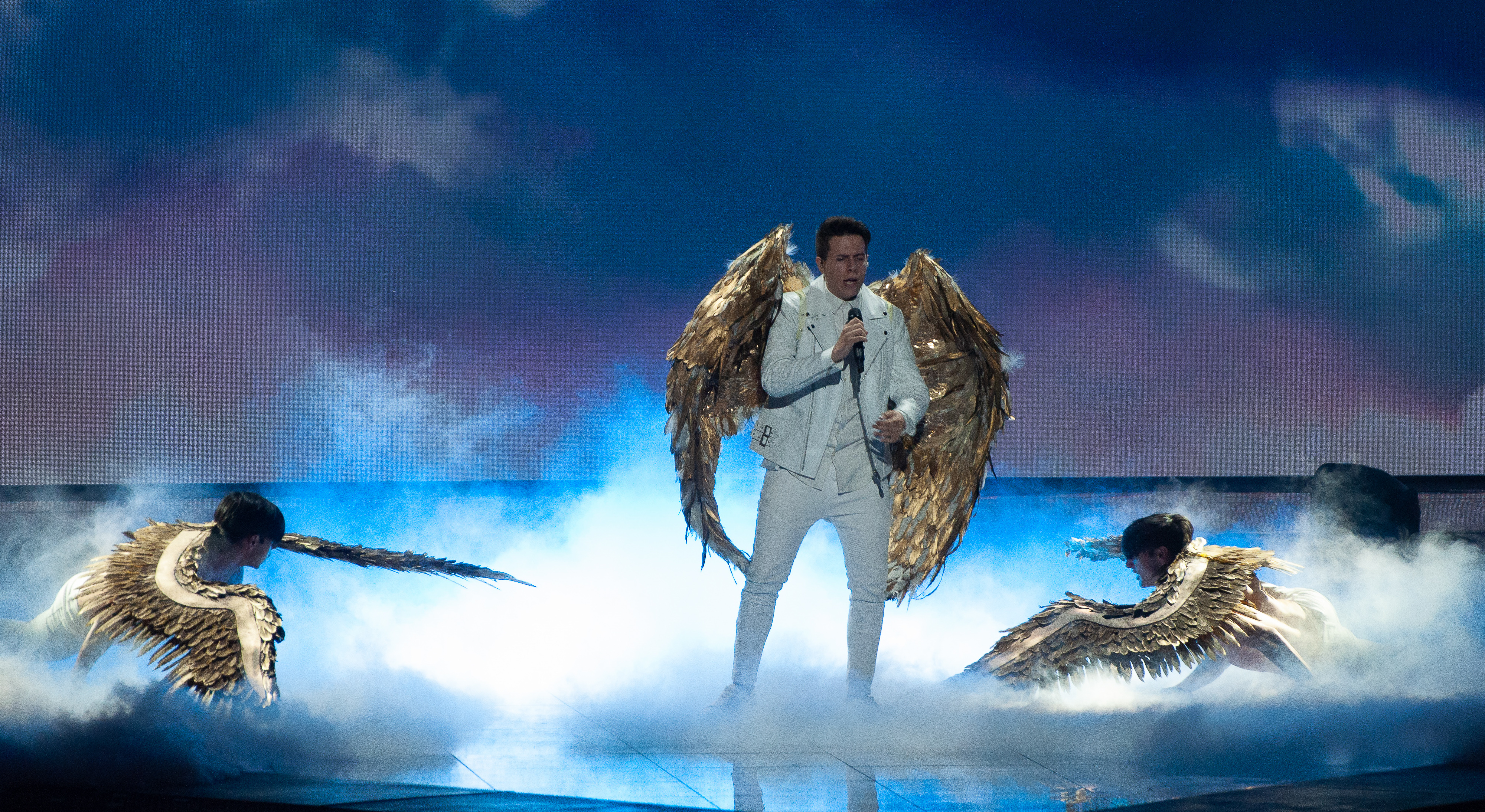
Roko Tel-Avivban (2019)
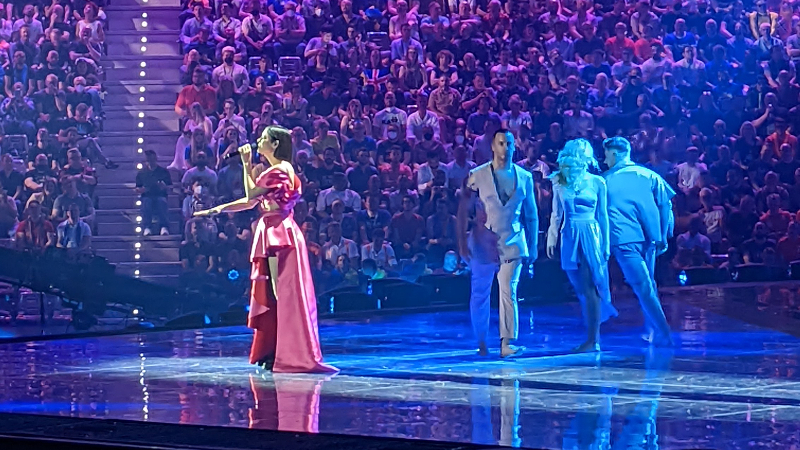
Mia Dimšić Torinóban (2022)
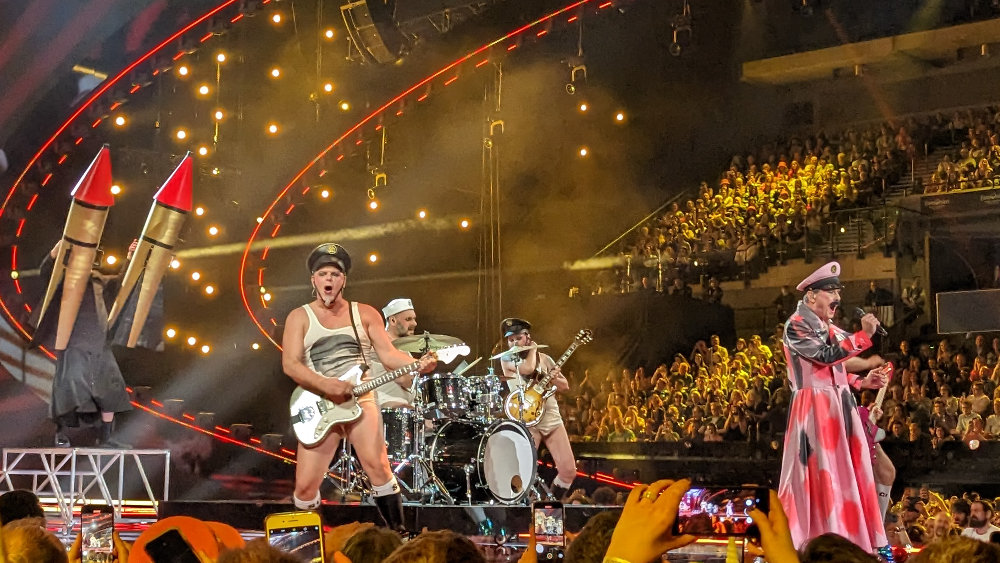
A Let 3 Liverpoolban (2023)
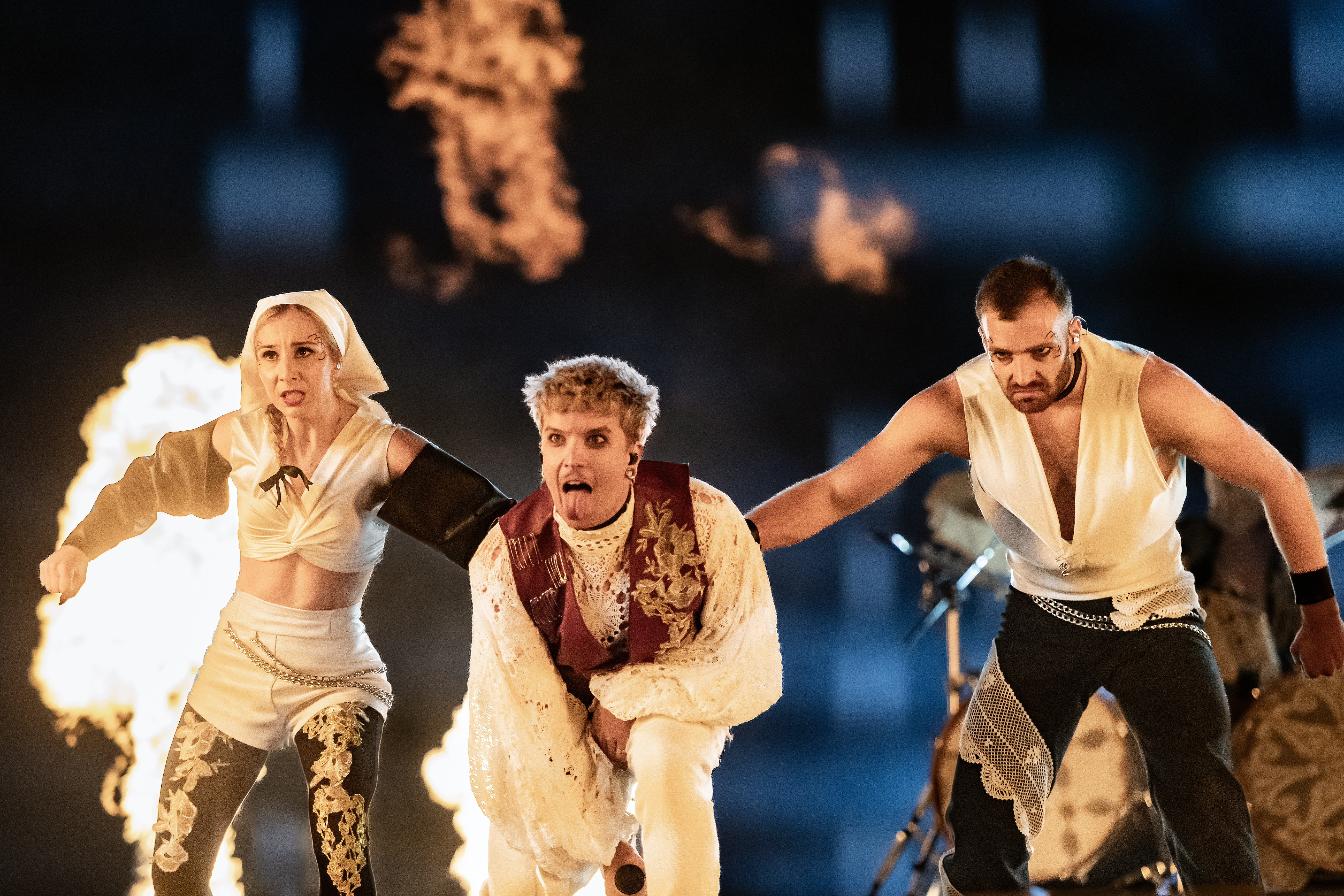
Baby Lasagna Malmőben (2024)
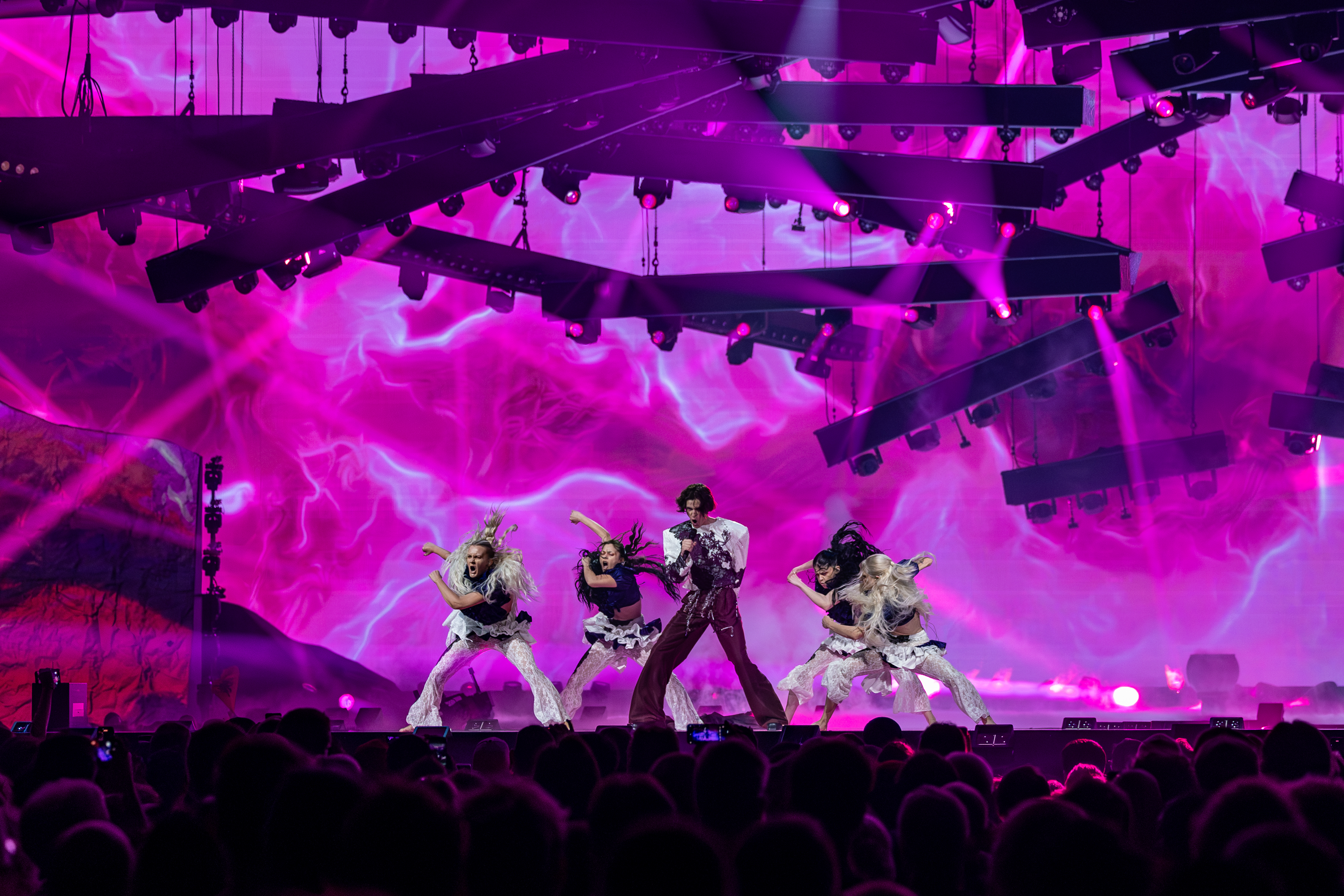
Marko Bošnjak Bázelben (2025)

## Lásd még
- Jugoszlávia az Eurovíziós Dalfesztiválokon
- Horvátország a Junior Eurovíziós Dalfesztiválokon